# Bessines-sur-Gartempe
Bessines-sur-Gartempe este o comună în departamentul Haute-Vienne din centrul Franței. În 2009 avea o populație de 2.847 de locuitori.

## Evoluția populației
| An        | 1975  | 1982  | 1990  | 1999  | 2006  | 2009  |
| --------- | ----- | ----- | ----- | ----- | ----- | ----- |
| Populație | 2.982 | 3.011 | 2.988 | 2.743 | 2.900 | 2.847 |